# Crosslandia daedali
Crosslandia daedali is een slakkensoort uit de familie van de Scyllaeidae. De wetenschappelijke naam van de soort is voor het eerst geldig gepubliceerd in 1981 door Poorman & Mulliner.